# Каза ди Кура (Торино)
Каза ди Кура је насеље у Италији у округу Торино, региону Пијемонт.
Према процени из 2011. у насељу је живело 15 становника. Насеље се налази на надморској висини од 322 м.